# Talodi jezici
Talodi jezici, skupina kordofanskih jezika iz Sudana koja obuhvaća dvije uže skupine, talodsku vlastitu s osam jezika, i skupinu tegem s jezikom lafofa [laf], 600 (2000 M. Brenzinger).
U prave talodi jezike spadaju podskupine:
a. Jomang (1): talodi ili ajomang [tlo], 1,500 (1989), planine Nuba
b. Nding (1): nding ili eliri [eli] †
c. Ngile-Dengebu (2): dagik [dec], 38,000 uključujući i Ngile (1982 SIL); ngile [jle], 	38.000 (1982 SIL).
d. Tocho (4): acheron [acz], ?; lumun [lmd], 45.000 (1980); tocho [taz], 3.800 (Voegelin and Voegelin 1977); torona [tqr]  †.

## Vanjske poveznice
- Ethnologue (14th)
- Ethnologue (15th)